# Ulrich II. von Konstanz
Ulrich II. von Konstanz (* unbekannt; † 1140) war Bischof von Konstanz von 1127 bis 1138.

## Leben
Bischof Ulrich II. von Konstanz ließ 1128 die Burg Castell niederreißen. Diese war um das Jahr 1120 von seinem Vorgänger, Bischof Ulrich I. von Kyburg-Dillingen (1111–1127), zur Sicherung der bischöflichen Besitztümer erbaut worden.
Der Grund für die Zerstörung war ein Streit Ulrichs II. von Konstanz mit Graf Rudolf von Bregenz. Ulrich II. wollte verhindern, dass die Burg bei einer Belagerung Konstanz durch Graf Rudolf, diesem als Rückhalt hätte dienen können.
In Rötenberg weiht er 1128 die Kirche ein. Am 30. November 1132 weiht er in Pfäffikon an der Stelle der späteren St. Annakapelle eine Kapelle zu Ehren des hl. Apostels Andreas ein.
Ulrich trat 1138 zurück und verstarb 1140.